# Katee Sackhoff
Kathryn Ann Sackhoff (Portland, Oregon, 1980. április 8. –) amerikai színésznő. 
Legismertebb szerepe Kara Thrace a Sci Fi Channel Csillagközi romboló (2004–2009) című sorozatában. Alakításával négy jelölésből egy Szaturnusz-díjat nyert meg, legjobb televíziós női mellékszereplőként, 2005-ben. Egyéb sorozatszerepei közé tartozik a Bionika (2007), a Kés/Alatt (2009), a CSI: A helyszínelők (2010–2011) és a 24 nyolcadik évadja (2010). Feltűnt továbbá a Longmire, a Flash – A Villám és az Agymenők epizódjaiban. 2019-től a Netflix Másik élet című sci-fi drámasorozatának főszereplője.
Szinkronszínészként 2007 óta dolgozik a Robotcsirke című animációs sorozatban. A Star Wars: A klónok háborúja (2012–2020) és a Star Wars: Lázadók (2017) című sorozatokban Bo-Katan Kryze-t alakította. A szereplőt később ténylegesen is megformálta a Disney+ A Mandalóri (2020) című élőszereplős Csillagok háborúja-sorozat második évadjában.
Filmes főszerepei voltak a Halloween – Feltámadás (2002), a Fehér zaj 2. – A fény (2007), a Batman: A kezdet kezdete (2011), a Kísértetjárás Connecticutban 2. (2013), a Ridick (2013) és az Oculus (2013) című filmekben.

## Pályafutása
Első szerepét a Fifteen and Pregnant című televíziós filmben kapta, amelyben egy kisgyermekes kamaszlányt játszott. A  filmszerep, amelynek során Kirsten Dunsttal együtt dolgozott, arra indította, hogy Hollywoodban próbáljon szerencsét. Sackhoff első sorozatszerepe az MTV Undressed című sorozatának Annie-ja volt, majd Nell Bickford szerepét alakította a The Education of Max Bickford című televíziós sorozatban. A filmvásznon a My First Mister-ben debütált, a következő filmszerepét a Halloween: Resurrection című filmben kapta.
Sackhoff legfontosabb alakítása Kara Thrace volt a Csillagközi romboló című sorozatban, amellyel 2006-ban elnyerte a televíziós sorozatok legjobb női mellékszereplőjének járó Szaturnusz-díjat. Játszott a White Noise: The Light című horror-thrillerben és a 24 című televíziós sorozat nyolcadik évadjában.. A színésznő egyéniségéhez igazodva a forgatókönyvírók sokkal összetettebbé alakították a szerepet. Sackhoff azt nyilatkozta, hogy hatással volt rá Linda Hamilton alakítása Sarah Connor szerepében a Terminátor 2 – Az ítélet napja című filmben.
A Csillagközi romboló forgatásának vége felé Sackhoff gyengélkedett. Nem sokkal ezt követően pajzsmirigyrákot állapítottak meg nála. Miután műtéti úton eltávolították a pajzsmirigyét, nem volt szüksége sugárkezelésre.
2007-ben a gonosz kiborg szerepét osztották rá a rövid életű Bionic Woman című sorozatban, majd megkapta a The Last Sentinel című akciófilm  és a White Noise: The Light című thriller női főszerepét.
Szintén főszerepet játszik a How I Married My High School Crush című filmben. Vendégként fellépett a Döglött akták, Vészhelyzet, Esküdt ellenségek és Robotcsirke című sorozatokban.
Sackhoff volt a hangja a Halo 3 című videójáték egyik szereplőjének, és közreműködött a Resistance 2 reklámkampányában is. 2011-ben a Fekete Macska 2099 hangjaként szerepelt a Spider-Man: Edge of Time című videójátékban.  Szintén ő szinkronizálta Sarah Essen alakját a DC Comics Az első év című animációs filmjében.
A Kés/Alatt című televíziós sorozat ötödik évadjának négy epizódjában szerepel A hatodik évadban viszont átadták a szerepét Rose McGowannek, mivel nem sikerült az időpontokat összeegyeztetni.
Az Another Life című  sci-fi sorozat első évadjának producere és főszereplője, amely 2019. július 25-én mutatott be a Netflix.

## Filmográfia

### Film
| Év   | Magyar cím                      | Eredeti cím                                      | Szerep                       | Magyar hang        |
| ---- | ------------------------------- | ------------------------------------------------ | ---------------------------- | ------------------ |
| 2001 |                                 | My First Mister                                  | Ashley                       |                    |
| 2002 | Halloween – Feltámadás          | Halloween: Resurrection                          | Jen                          | Madarász Éva       |
| 2007 | Fehér zaj 2. – A fény           | White Noise: The Light                           | Sherry Clarke                |                    |
| 2007 |                                 | The Last Sentinel                                | lány                         |                    |
| 2011 | Batman: A kezdet kezdete        | Batman: Year One                                 | Sarah Essen nyomozó (hangja) | Nemes Takách Kata  |
| 2012 |                                 | Campus Killer                                    | Suzanne                      |                    |
| 2013 | Kísértetjárás Connecticutban 2. | The Haunting in Connecticut 2: Ghosts of Georgia | Joyce                        |                    |
| 2013 |                                 | Sexy Evil Genius                                 | Nikki Franklyn               |                    |
| 2013 | Riddick                         | Riddick                                          | Dahl                         | Pikali Gerda       |
| 2013 | Oculus                          | Oculus                                           | Marie Russell                | Kisfalvi Krisztina |
| 2014 |                                 | Tell                                             | Beverley                     |                    |
| 2015 |                                 | Power/Rangers (rövidfilm)                        | Kimberly Scott               |                    |
| 2016 | Csajbaj                         | Girl Flu.                                        | Jenny Styles                 |                    |
| 2016 |                                 | Don't Knock Twice                                | Jess                         |                    |
| 2018 | 2036: Származás ismeretlen      | 2036 Origin Unknown                              | Mackenzie 'Mack' Wilson      |                    |

### Televízió
| Év        | Magyar cím                   | Eredeti cím                    | Szerep                          | Megjegyzések                                    |
| --------- | ---------------------------- | ------------------------------ | ------------------------------- | ----------------------------------------------- |
| 1998      | Tizenöt éves kismama         | Fifteen and Pregnant           | Karen Gotarus                   | tévéfilm                                        |
| 1999      |                              | Locust Valley                  | Claire Shaw                     | tévéfilm                                        |
| 1999      |                              | Zoe, Duncan, Jack and Jane     | Susan                           | 1 epizód                                        |
| 1999      |                              | Chicken Soup for the Soul      | Claire                          | 1 epizód                                        |
| 1999      | A Playboy-sztori             | Hefner: Unauthorized           | Mary                            | tévéfilm                                        |
| 2000      | Alul semmi                   | Undressed                      | Annie                           | 4 epizód                                        |
| 2000–2001 |                              | The Fearing Mind               | Lenore Fearing                  | 13 epizód                                       |
| 2001–2002 |                              | The Education of Max Bickford  | Nell Bickford                   | 22 epizód                                       |
| 2002      | Vészhelyzet                  | ER                             | Jason barátnője                 | 1 epizód                                        |
| 2003      | Csillagközi romboló          | Battlestar Galactica           | Kara "Starbuck" Thrace          | minisorozat (2 epizód)                          |
| 2003      |                              | Boomtown                       | Holly                           | 1 epizód                                        |
| 2004      | Döglött akták                | Cold Case                      | Terri Maxwell 1969-ben          | 1 epizód                                        |
| 2004–2009 | Csillagközi romboló          | Battlestar Galactica           | Kara "Starbuck" Thrace          | főszereplő (71 epizód)                          |
| 2007      | Gondold meg mit kívánsz      | The Wedding Wish               | Sara Jacob                      | tévéfilm                                        |
| 2007      | Bionika                      | Bionic Woman                   | Sarah Corvus                    | 5 epizód                                        |
| 2007      | Csillagközi romboló: Penge   | Battlestar Galactica: Razor    | Kara "Starbuck" Thrace kapitány | - tévéfilm - magyar hangja: - Kerekes Andrea    |
| 2007–     | Robotcsirke                  | Robot Chicken                  | több szereplő hangja            |                                                 |
| 2008      | Esküdt ellenségek            | Law & Order                    | Dianne Cary                     | 1 epizód                                        |
| 2009      |                              | Lost and Found                 | Tessa Cooper                    | próbaepizód                                     |
| 2009      | Kés/Alatt                    | Nip/Tuck                       | Theodora "Teddy" Rowe           | 4 epizód                                        |
| 2009–2010 | Agymenők                     | The Big Bang Theory            | önmaga                          | 2 epizód                                        |
| 2010      |                              | Boston's Finest                | Julia Scott                     | tévéfilm                                        |
| 2010      | 24                           | 24                             | Dana Walsh                      | 20 epizód                                       |
| 2010      | Futurama                     | Futurama                       | Grrrl (hangja)                  | 1 epizód                                        |
| 2010–2011 | CSI: A helyszínelők          | CSI: Crime Scene Investigation | Frankie Reed nyomozó            | 3 epizód                                        |
| 2011      |                              | The Super Hero Squad Show      | She-Hulk (hangja)               | 1 epizód                                        |
| 2011      | A munka hősei                | Workaholics                    | Rachel                          | 1 epizód                                        |
| 2012–2017 | Longmire                     | Longmire                       | Victoria "Vic" Moretti          | főszereplő (63 epizód)                          |
| 2012–2020 | Star Wars: A klónok háborúja | Star Wars: The Clone Wars      | Bo-Katan Kryze (hangja)         | 9 epizód                                        |
| 2017      | Star Wars: Lázadók           | Star Wars Rebels               | Bo-Katan Kryze (hangja)         | 2 epizód                                        |
| 2017–2020 | Flash – A Villám             | The Flash                      | Amunet Black / Blacksmith       | visszatérő szereplő                             |
| 2019–2021 | Másik élet                   | Another Life                   | Niko Breckinridge               | - főszereplő - magyar hangja: - Szávai Viktória |
| 2020–     | A Mandalóri                  | The Mandalorian                | Bo-Katan Kryze                  | - 7 epizód - magyar hangja: - Mórocz Adrienn    |
| 2021      | Karácsonyi vitorlázás        | Christmas Sail                 | Liz Darling                     | tévéfilm                                        |

## Fordítás
Ez a szócikk részben vagy egészben  a   Katee Sakhoff című angol Wikipédia-szócikk fordításán alapul.  Az eredeti cikk szerkesztőit annak laptörténete sorolja fel. Ez a jelzés csupán a megfogalmazás eredetét és a szerzői jogokat jelzi, nem szolgál a cikkben szereplő információk forrásmegjelöléseként.